# 上林直澄
上林 直澄（かんばやし なおずみ、1998年10月14日 - ）は、日本の男子バレーボール選手である。

## 来歴
山形県鶴岡市出身。
鶴岡市立鶴岡第一中学校から東亜学園高等学校に入学。第69回春高バレーでは準優勝を経験している。
明治大学卒業後、バレーボールの第一線から離れ、山形県に帰郷しWellOne株式会社に入社。
社会人2年目にクラブチームで競技を再開。2023年に出場した第75回国体では山形県選抜のキャプテンを務め、入賞を果たしたチームを牽引した。
国体出場時に対戦した筑波大学監督の秋山央からの打診を受け、2023年12月に行われた男子日本代表若手有望選手合宿に参加。男子日本代表監督のフィリップ・ブランから指導を受けた。
2024年3月8日にウルフドッグス名古屋への入団が発表され、3月30日に行われたV.LEAGUE DIVISION1 MEN5位決定戦が初出場となった。

## 人物
- 兄の上林敬澄[7]もセッターであり、日本大学卒業後ブランクを経て2024年に東京ヴェルディに加入した[8]。

## 所属チーム
- 東亜学園高等学校（2014-2017年）
- 明治大学（2017-2021年）
- 国体山形県選抜
- ウルフドッグス名古屋（2024年-）